# Јаго-Нини
Јаго-Нини (енгл. Jago-Nini) је криптид који наводно живи у мочварама Габона.

## Етимологија назива
Име овог криптида долази из Банту језика и значи "велики ронилац".

## Опис јаго-нини

### У креационизму
Према ријечима креациониста јаго-нини је један од доказа постојања живи диносауруса. Они га описују као биће налик на диносауруса из групе Сауропода. Ово биће је водоземни месождер који зна нападати и људе.